# Ashlee Hewitt
Ashlee Rose Hewitt (* 17. Dezember 1987 in Lancaster, Minnesota) ist eine US-amerikanische Singer-Songwriterin und Schauspielerin.
Im Jahre 2008 nahm sie an der sechsten und damit letzten Staffel der Castingshow Nashville Star teil und belegte in dieser den fünften Platz. Nachdem sie kurzzeitig auch als Schauspielerin tätig gewesen war, zog sie sich nach der Geburt ihres Sohnes weitgehend aus dem Schauspielgeschäft zurück und ist seit 2016 an der Seite von Whitney Duncan und Shelby McLeod ein Mitglied der Band Post Monroe. Shelby McLeod stieg im Herbst 2017 aus der Band aus, um eine Solokarriere zu verfolgen.

## Leben und Karriere
Ashlee Hewitt wurde am 17. Dezember 1987 als eines von zehn Kindern in eine Großfamilie geboren. Mit etwa drei oder vier Jahren begann sie mit dem Singen und war mit 13 Jahren an der Gründung einer ersten Band beteiligt. Während dieser Zeit begann sie auch Gitarre zu lernen und tourte bereits während ihrer High-School-Zeit durch den Mittleren Westen der Vereinigten Staaten. Da sie Heimunterricht erhielt, war es für sie leichter zu touren und dem Schulunterricht fernzubleiben, da sie diesen jederzeit bei ihrer Heimkehr nachholen konnte. Mit 18 Jahren zog sie nach Nashville, Tennessee, wo sie bereits mit 14 Jahren erste Aufnahmen machte. In der Music City, so der Spitzname der Stadt, die als Zentrum der kommerziellen Country-Musik gilt, versuchte sie sich einige Jahre lang als Musikerin, ehe sie sich für die Castingshow Nashville Star bewarb. In der sechsten und damit letzten Staffel der seit 2003 produzierten Show, die in ihrem letzten Jahr von NBC (davor von USA Network) ausgestrahlt wurde, schaffte sie es in die Hauptshow und schied nach sieben Episoden auf dem fünften Platz aus. Mit dem Übergang von USA Network zu NBC kam es auch zu einigen Änderungen im Programm; so wurden erstmals auch die Auditions im Fernsehen übertragen. Neben diversen weiteren Änderungen wurde auch das Alterslimit für eine Teilnahme (von 18 auf 16 Jahre) gelockert. Mit ihren 20 Jahren zählte Hewitt zum Zeitpunkt der Produktion zu den jüngeren Teilnehmern der Hauptshow.
Nach ihrem Ausscheiden aus der Show war Hewitt weiterhin als Singer-Songwriterin tätig. Am 20. Juni 2009 gab Hewitt via Myspace bekannt, dass sie die Haupt- und Titelrolle der Elle Daniels in der Low-Budget-Produktion Elle: Sing für Deinen Traum spielen werde. Im Film, der am 24. April 2010 auf dem Newport Beach Film Festival seine Premiere hatte und am 26. April 2011 in den Vereinigten Staaten auf DVD erschien, spielte sie die weibliche Hauptrolle an der Seite von Sterling Knight, der die männliche Hauptrolle übernommen hatte. Während des Films gab sie auch einige Lieder zu ihrem Besten; darunter Happily Ever After, Possible, Love Is with Me Now und Fairy Tale. In der deutschsprachigen Synchronfassung des Films wurde ihr von Anne Helm die Stimme geliehen. Ihre Schauspielkarriere hielt allerdings nicht allzu lange an. Im Jahre 2013, ein Jahr nach der Geburt ihres Sohnes und ihrer Heirat mit Jessie Keith Whitley, hatte sie noch einen Auftritt als Tanya in Scott R. Thompsons (1961–2019) Film After Life, ehe sie sich weitgehend aus dem Schauspielgeschäft zurückzog. Einige Zeit war sie unter anderem als Background-Sängerin für Lorrie Morgan tätig, arbeitete aber auch einige Jahre lang eng mit ihrer Freundin Katie Armiger zusammen.
Im Jahre 2016 gründete sie zusammen mit Whitney Duncan und Shelby McLeod die Band Post Monroe, mit der sie ab diesem Zeitpunkt Musik herausbrachte. Die Debüt-EP trug den Namen Post Monroe; die darauf befindliche Single trug den Namen Red Hot American Summer und wurde von den drei Bandmitgliedern in Zusammenarbeit mit Blair Daly geschrieben. Mit dem Ausstieg von Shelby McLeod im Herbst 2017 wurde aus dem Trio Post Monroe ein Duo, das jedoch weiterhin laufend Musik herausbrachte. Im Mai 2016 wurde die Band vom Rolling Stone zu den 10 New Country Artists You Need to Know: May 2016 gewählt. Im Laufe ihres Bestehens hatte die Band bereits mehrfach Auftritt in der Grand Ole Opry, der seit 1925 bestehenden und damit langlebigsten Radioshow der US-Rundfunkgeschichte. Anfang 2017 tourte die Band noch mit der Country-Sängerin Martina McBride, als deren Vorband sie auftrat. Der Ausstieg von McLeod aus der Band erfolgte nach der Veröffentlichung der beiden Lieder White Noise und Psycho über Streamingdienste im September 2017. Country Music Television (CMT) wählte die Band im Jahre 2016 zu den Next Women of Country.
Die Band veröffentlichte zahlreiche Musikvideos zu ihren Liedern; die letzte Veröffentlichung (Stand: Juni 2020) erfolgte am 28. November 2018 mit dem Song No More.

## Privates
Ashlee Hewitt war ab dem 10. März 2013 mit Jessie Keith Whitley, dem Sohn von Keith Whitley und Lorrie Morgan, verheiratet und hat mit ihm den Sohn Jackie Keith, genannt Tuff, der am 9. Juli 2012 zur Welt kam. Wenige Tage vor ihrer Hochzeit trat das Paar noch zusammen auf.
Das Paar ließ sich im Jahre 2017 scheiden. Seit 4. Januar 2020 ist Jessie Keith Whitley mit Kristen (geborene Gann) verheiratet, mit der er eine Tochter, Kimber Rose Whitley, hat.

## Filmografie (Auswahl)
- 2008: Nashville Star (Castingshow, 7 Episoden)
- 2010: Elle: Sing für Deinen Traum (Elle: A Modern Cinderella Tale)
- 2013: After Life